# Freiberg (Sachsen)
Freiberg este un oraș din landul Saxonia, Germania.

## Istoric
Asocieri în istorie:
 Marca de Meissen 1186–1423

 Principatul Saxoniei 1423–1697

 Polonia–Saxonia 1697–1706

 Principatul Saxoniei 1706–1709

 Polonia–Saxonia 1709–1763

 Principatul Saxoniei 1763–1806

 Regatul Saxoniei 1806–1871

 Imperiul German 1871–1918

 Republica de la Weimar 1918–1933

 Imperiul German 1933–1945

 Zonele aliate de ocupație din Germania 1945–1949

 Republica Democrată Germană 1949–1990

 Republica Federală Germană 1990–prezent